# Касуга (броненосен крайцер, 1902)
Касуга (на японски: 春日) е броненосен крайцер, главен кораб на своята серия, построен за Японския Императорски флот. Участва в Руско-японската война, Първата и Втората световна война.

## История на създаването и службата
- Строи се за Аржентина отначало като „Митре“, а след това като „Ривадавия“. В резултат на отказ на първоначалния заявител, се предлага на много други страни, в това число на и Русия. Последната след дълго обмисляне се отказва от покупката.
- 30.12.1903 откупен от Япония, с кредит от американския банкер Якоб Шиф.
- 16.02.1904 пристига в Япония вече след започването на войната с италиански екипаж.
- На 15 май 1904 г. в мъгла таранира японския бронепалубен крайцер „Йошино“, който след това се преобръща и потъва; загиват 329 души[2].

### Руско-японска война
- На 28 юни (10 август нов стил) 1904 участва в боя в Жълто море, получава сериозни повреди (3 попадения от големокалибрени снаряди);
- На 14 (27) май 1905 броненосния крайцер участва в „Цушимското сражение“, получава повреди (3 попадения (7 убити, 20 ранени)).

### Първа световна война
- 13 януари 1918 налита на брега в протока на Банк;
- През 06.1918 е свален и отремонтиран.

### Край на службата
- 01.09.1921 преквалифициран на кораб на бреговата отбрана 1 клас;
- 01.12.1925 преквалифициран на учебен кораб;
- 01.06.1931 преквалифициран на кораб на бреговата отбрана;
- 01.04.1934 преквалифициран на учебен кораб;
- 15.07.1938 предаден в разпореждане на базата в Йокосука;
- 01.07.1942 преквалифициран в блокшив;
- 18.07.1945 потопен от американската авиация при нападение над Йокосука (35° 18’с.ш./139° 40' в.д.);
- 30.11.1945 изключен от списъците на флота;
- В 1948 изваден и предаде за скрап в Ураге;

## Обща оценка на кораба
На хартия има отлични характеристики, на практика значително отстъпва от заявените скоростни характеристики. По свидетелство на японски офицери в хода на руско-японската война никога не развива скорост над 18 възела, поради което обичайно се използва в строя заедно с броненосците, а не с крайцерите. Отличава се от еднотипния му „Ниссин“ по носовата кула с 10" оръдие. Последното има висок ъгъл на наводка и като следствие е най-далекобойната военноморска артилерийска система през руско-японската война. Независимо от посредственото им изпълнение, заедно с „Ниссин“ са важен фактор за превъзходството на Япония в Руско-японската война 1904 – 1905 г.

## Командири на кораба
- капитан 1-ви ранг Оиноуе Кюма (на японски: 大井上 久麿) – от 16 февруари 1904 г. до 7 януари 1905 г.[3].
- капитан 1-ви ранг Като Садакити (на японски: 加藤定吉?) – от 7 януари 1905 г. до 12 декември 1905 г.[4].
- капитан 1-ви ранг Сенто Такетеру (на японски: 仙頭武央?) – от 12 декември 1905 г. до 7 април 1906 г.[4].
- капитан 1-ви ранг принц Хигасифушими Йорихито (на японски: 東伏見宮依仁親王?) – от 7 април до 24 декември 1906 г.
- капитан 1-ви ранг Цутия Мицукане (на японски: 土屋光金?) – от 24 декември 1906 г. до 20 април 1908 г.[5].
- капитан 1-ви ранг Ямагата Бунджо – от 20 април 1908 г. до 28 август 1908 г.[6].
- капитан 1-ви ранг Аракава Киси (на японски: 荒川 規志) – от 28 август 1908 г. до 10 декември 1908 г.[4].
- капитан 1-ви ранг Окада Кейсуке – от 25 юли 1910 г. до 4 януари 1911 г.
- капитан 1-ви ранг Морияма Кейджабуро (на японски: 森山慶三郎?) – от 16 януари до 1 декември 1911 г.
- капитан 1-ви ранг Накадзато Сигеджи (на японски: 中里重次?) – от 13 декември 1915 г. до 1 декември 1916 г.
- капитан 1-ви ранг Отани Коширо (на японски: 大谷幸四郎?) – от 1 декември 1916 г. до 1 декември 1917 г.
- капитан 1-ви ранг Нанго Джиро (на японски: 南郷次郎?) – от 6 февруари 1919 г. до 5 август 1919 г.
- капитан 1-ви ранг Тераока Хейго (на японски: 寺岡平吾?) – от 5 август 1919 г. до 20 ноември 1920 г.
- капитан 1-ви ранг Оминато Наотаро (на японски: 大湊直太郎?) – от 1 декември 1921 г. до 25 август 1922 г.
- капитан 1-ви ранг Накамура Рьоджо (на японски: 中村良三?) – от 25 август до 1 декември 1922 г.
- капитан 1-ви ранг Мицумаса Йонаи – от 10 декември 1922 г. до 5 март 1923 г.
- капитан 1-ви ранг Хякутаке Генго (на японски: 百武源吾?) – от 5 март до 1 декември 1923 г.
- капитан 1-ви ранг Хамано Ейджиро (на японски: 濱野英次郎?) – от 1 декември 1923 г. до 7 май 1924 г.
- капитан 1-ви ранг Каджиока Садамити (на японски: 梶岡定道?) – от 1 декември 1936 г. до 15 юни 1938 г.

## Галерия
- Пощенска картичка от 1904 г.
- Пощенска картичка от 1904 г.
- Схема на бронирането
- В Куре (1904 – 1905)
- В Сасебо след Цушимското сражение (1905)